# Combretum kostermansii
Combretum kostermansii là một loài thực vật có hoa trong họ Trâm bầu. Loài này được Exell mô tả khoa học đầu tiên năm 1954.